# Coscinaraea ostraeformis
Coscinaraea ostraeformis is een rifkoralensoort uit de familie van de Coscinaraeidae. De wetenschappelijke naam van de soort is voor het eerst geldig gepubliceerd door Horst.